# Гансвиндт (лунный кратер)
Кратер Гансвиндт (лат. Ganswindt) — древний большой ударный кратер в южной приполярной области обратной стороны Луны. Название присвоено в честь немецкого изобретателя, пионера ракетостроения Германа Гансвиндта (1856—1934) и утверждено Международным астрономическим союзом в 1970 г. Образование кратера относится к нектарскому периоду.

## Описание кратера
Ближайшими соседями кратера являются кратер Хедервари на западе-юго-западе; кратер Риттенхауз на севере; огромный кратер Шрёдингер на северо-востоке; кратер Нефедьев на востоке-юго-востоке и кратер Идельсон на юге, частично перекрытый кратером Гансвиндт. Селенографические координаты центра кратера 79°25′ ю. ш. 111°10′ в. д. / 79,42° ю. ш. 111,17° в. д., диаметр 77,5 км, глубина 2,77 км.
Кратер имеет близкую к циркулярной форму с некоторым отклонением от неё в южной части. Дно кратера неровное, пересечено хребтами, в юго-восточной части чаши расположен приметный кратер. Кратер освещается лучами Солнца под низким углом, северная часть чаши почти все время находится в тени.

## Сателлитные кратеры
Отсутствуют.